# Mareike Mikat
Mareike Mikat (* 6. Dezember 1978 in Frankfurt (Oder)) ist eine deutsche Theaterregisseurin und Theaterleiterin.

## Leben & Wirken
Mareike Mikat wollte ursprünglich Schauspielerin werden. 2001 gründete sie in ihrer Geburtsstadt den Jugendtheaterclub Zehn°Minus, der bis 2003 von ihr geleitet wurde. Schließlich begann sie 1999 ein Studium der Theaterwissenschaften an der Berliner Humboldt-Universität, im Anschluss daran belegte sie das Fach Regie an der Hochschule für Schauspielkunst Ernst Busch Berlin. 
Seit 1998 inszeniert sie an einer Vielzahl von Theatern, darunter die Staatstheater in Stuttgart, Karlsruhe, Braunschweig und Schwerin, das Münchner Volkstheater, die Theater in Bielefeld und Freiburg und das Theater Junge Generation in Dresden. Bühnen in Berlin waren das Ballhaus Ost, das Theater unterm Dach, die Berliner Volksbühne, das Maxim Gorki Theater Berlin und das Hebbel am Ufer. Als Hausregisseurin arbeitete Mikat in der Spielzeit 2007/08 am Thalia Theater Halle und anschließend bis 2010 am Schauspiel Leipzig. Danach war sie freischaffend.
Für ihre Inszenierungen erhielt sie in der Vergangenheit zahlreiche Einladungen und Nominierungen. Auf dem Festival Radikal jung war sie 2009 mit der deutschsprachigen Erstaufführung des Stückes Juli von Iwan Alexandrowitsch Wyrypajew vertreten, 2011 zeigte sie dort Das fünfte Imperium nach dem gleichnamigen Roman des russischen Schriftstellers Wiktor Pelewin. Zwischen 2008 und 2011 erhielt sie in den Kritikerumfragen der Zeitschrift „Theater heute“ dreimal eine Nominierung zur „Nachwuchsregisseurin des Jahres“, 2008 für Antigone, 2009 für Juli und 2011 für Homo faber. Ein Schwerpunkt ihrer Arbeit ist die politische Auseinandersetzung, ihre Inszenierungen zeichnen sich dadurch aus.
Von 2019 bis 2022 war Mareike Mikat Oberspielleiterin am Stadttheater Ingolstadt. 
Seit der Spielzeit 2023/24 ist Mareike Mikat, neben der Intendantin Mille Maria Dalsgaard, stellvertretende künstlerische Leiterin des neue theaters und des  Thalia Theaters.
Mareike Mikat lebt in Halle (Saale), ist mit dem in Berlin lebenden Schauspieler Andrej Kaminsky verheiratet, beide haben einen Sohn.

## Inszenierungen
- Philotas von Gotthold Ephraim Lessing, Theater unterm Dach Berlin, 2003
- Kunstfehler von Mareike Mikat (Uraufführung), Staatstheater Kassel, 2003
- Ödniss - Pour Homme von Mareike Mikat (Uraufführung), Staatstheater Kassel, 2003
- Ein Bericht für eine Akademie von Franz Kafka, Projekt Pony Pedro, Tierpark Berlin, 2004
- Disneyland Forever von Mareike Mikat (Uraufführung), Theater unterm Dach Berlin, 2004
- Siegfried von Richard Wagner, bat Berlin, 2005
- Hundehotel von Mareike Mikat (Uraufführung), Theater unterm Dach Berlin, 2005
- Sonnenstich nach Jean Genet und Bernard-Marie Koltès, Volksbühne am Rosa-Luxemburg-Platz Berlin, 2005
- Mein fremdes Gesicht von Irene Oberthür (Uraufführung), Maxim Gorki Theater Berlin, 2006
- Tender nach Chuck Palahniuk (Uraufführung), Theater unterm Dach Berlin, 2006
- Zofie von Armin Petras und Mareike Mikat (Uraufführung), Volksbühne am Rosa-Luxemburg-Platz Berlin, 2006
- Informationen über Bartleby Kurzoper von Benjamin Schweitzer, HAU Berlin, 2006
- Sauerstoff von Iwan Alexandrowitsch Wyrypajew, Maxim Gorki Theater Berlin, 2007
- Ulzanas Rache von David Lindemann (Uraufführung), Theater Heidelberg, 2007
- Ein Schuss für Jeden von Agnes Gerstenberg (Uraufführung), Thalia Theater Halle, 2007
- Der Widerspenstigen Zähmung von William Shakespeare, Thalia Theater Halle, 2007
- Antigone von Sophokles, Theater Heidelberg, 2007
- Ein Sommernachtstraum von William Shakespeare, Thalia Theater Halle, 2008
- Ein Teil der Gans von Martin Heckmanns, Theater Heidelberg, 2008
- Enter Sandman von David Lindemann (Uraufführung), Maxim Gorki Theater Berlin, 2008
- Zombies von Cédric Pintarelli, Schauspiel Leipzig, 2009
- Neue Texte von PeterLicht (Uraufführung), Schauspiel Leipzig, 2009
- The Cocka Hola Company nach Matias Faldbakken, Schauspiel Leipzig, 2009
- Speeddating, monatliches Schauspielformat, Schauspiel Leipzig, 2009
- Kolonialhotel 1, Autorenwerkstatt mit Ludvig Uhlbors, Schauspiel Leipzig, 2009
- Night of the Nerds von Mareike Mikat und Moritz Krämer (Uraufführung), Schauspiel Leipzig, 2009
- Juli von Iwan Alexandrowitsch Wyrypajew (Deutschsprachige Erstaufführung), Schauspiel Leipzig, 2009
- Die Kolonie nach Chuck Palahniuk (Deutschsprachige Erstaufführung), Schauspiel Leipzig, 2009
- Alien - Die Wiedervereinigung mit „Das Helmi“ (Uraufführung), Ballhaus Ost, 2010
- Mädchen in Uniform von Christa Winsloe, Schauspiel Leipzig, 2010
- FANZ 89/09 von Mareike Mikat (Uraufführung), Schauspiel Leipzig, 2010
- Gemischte Sauna nach Vladimir Sorokin u. a., Schauspiel Leipzig, 2010
- Das Abhandenkommen der Staaten von PeterLicht (Uraufführung), Schauspiel Leipzig, 2010
- Cosmic Fear oder der Tag als Brad Pitt Paranoia bekam von Christian Lollike, Schauspiel Leipzig, Koproduktion Maxim Gorki Theater Berlin, 2010
- Das fünfte Imperium von Viktor Pelewin (Uraufführung), Schauspiel Leipzig, Koproduktion Münchner Volkstheater, 2010
- Erklär mir, Liebe von Mareike Mikat und Moritz Krämer, Theater Heidelberg, 2010
- Prinz Friedrich von Homburg von Heinrich von Kleist, Münchner Volkstheater, 2011
- Homo faber nach Max Frisch, Staatstheater Stuttgart, 2011
- Gegen die Wand von Fatih Akin, Theater Heidelberg, 2011
- Goldherz von Nora Mansmann (Uraufführung), Staatstheater Braunschweig, 2011
- Roberto Zucco von Bernard-Marie Koltès, Staatstheater Stuttgart, 2012
- Der Gastfreund / Die Argonauten, von Franz Grillparzer, Staatstheater Karlsruhe, 2012
- Medea von Franz Grillparzer, Staatstheater Karlsruhe, 2013
- Im Wald ist man nicht verabredet von Anne Nather, Münchner Volkstheater, 2013
- Die Verwandlung von Franz Kafka, Staatstheater Braunschweig, 2013
- Unter Drei - Beate, Uwe und Uwe von Olivia Wenzel (Uraufführung), Ballhaus Ost / Staatstheater Braunschweig, 2013
- Das Paradies der Damen nach Émile Zola (Uraufführung), Staatstheater Stuttgart, 2014
- Der Besuch der alten Dame von Friedrich Dürrenmatt, Theater Bielefeld, 2014
- Nora - ein mobiles Puppenheim von Mareike Mikat nach Henrik Ibsen (Uraufführung), Sydhavn Theater Kopenhagen, 2014
- Minna von Barnhelm oder das Soldatenglück von Gotthold Ephraim Lessing, Theater Bielefeld, 2014
- Am kürzeren Ende der Sonnenallee von Thomas Brussig, Theater Junge Generation Dresden, 2015
- Leonce und Lena von Georg Büchner, Staatstheater Braunschweig, 2015
- Nathan der Weise von Gotthold Ephraim Lessing, Theater Freiburg, 2016
- Der zerbrochne Krug von Heinrich von Kleist, Staatstheater Schwerin, 2016
- Ein Volksfeind von Henrik Ibsen, Theater Bielefeld, 2016
- Amphitryon von Heinrich von Kleist, Staatstheater Schwerin, 2017
- Die Netzwelt von Jennifer Haley, Theater Bielefeld, 2017
- Der Menschenfeind von Molière, Theater Bielefeld, 2018
- Charlys Tante von Brandon Thomas, Theater Bielefeld, 2018
- Draußen vor der Tür von Wolfgang Borchert, Theater Konstanz, 2019
- Baal von Bertolt Brecht, Staatstheater Augsburg, 2019
- Mitwisser von Enis Maci, Kunstuniversität Mozarteum, 2019
- Romeo und Julia von William Shakespeare, Stadttheater Ingolstadt, 2019
- Big Guns von Nina Segal (Deutschsprachige Erstaufführung), Stadttheater Ingolstadt, 2019
- Einige Nachrichten an das All von Wolfram Lotz, Stadttheater Ingolstadt, 2020
- Der Schneesturm nach dem Roman von Vladimir Sorokin, Stadttheater Ingolstadt, 2020
- Ditte Menschenkind von Martin Andersen Nexø, Sydhaven Teater Kopenhagen, 2021
- Lola von Peter Märthesheimer & Pea Fröhlich, Stadttheater Ingolstadt, 2021[7]
- Die zweite Sonne von Svenja Viola Bungarten (Uraufführung),  Stadttheater Ingolstadt, 2022
- Shakespeares sämtliche Werke (leicht gekürzt) von Adam Long, Daniel Singer und Jess Winfield, Burgfestspiele Mayen, 2022
- und wenn ich von der zeit spreche spreche ich von der zeit die schon nicht mehr ist (am rande des rollfelds) von Thomas Köck (Uraufführung), Theater Münster, 2023[8]
- Drache von Jewgeni Schwarz, neues theater Halle, 2023[9]
- Warten auf Tränengas von Andreas Sauter und Bernhard Studlar (Deutsche Erstaufführung), neues theater Halle, 2023[10]
- Maja nach Waldemar Bonsels, Thalia Theater Halle, 2024

## Einladungen und Auszeichnungen
- Einladung Baden-Württembergische Theatertage 2007: Ulzanas Rache, Theater Heidelberg
- 16. Werkstatt-Tage Theater der Jungen Welt Leipzig 2008: Ein Schuss für Jeden, Thalia Theater Halle
- Nominierung „Nachwuchsregisseurin des Jahres“ in „Theater heute“, 2008: Antigone, Theater Heidelberg
- Einladung 5. Braunschweiger Klassikerwoche am Staatstheater Braunschweig, 2008: Antigone, Theater Heidelberg
- Einladung Festival „Radikal jung“ am Münchner Volkstheater, 2009: Juli, Schauspiel Leipzig
- Nominierung „Nachwuchsregisseurin des Jahres“ in „Theater heute“, 2009: Juli, Schauspiel Leipzig
- Heidelberger Stückemarkt 2010: Neue Texte PeterLicht, Schauspiel Leipzig
- Jurymitglied DOK Nachwuchs beim DOK Festival Leipzig 2010
- Regie-Frauen - Ein Männerberuf in Frauenhand, Ausstellung Christina Haberlik, Münchner Theatermuseum 2011
- Einladung Festival „Radikal jung“ am Münchner Volkstheater, 2011: Das fünfte Imperium, Schauspiel Leipzig
- Nominierung „Nachwuchsregisseurin des Jahres“ in „Theater heute“, 2011: Homo Faber, Staatstheater Stuttgart
- Einladung NRW Theatertage 2014: Minna von Barnhelm, Theater Bielefeld
- „Beste Inszenierung“ Festival „Hart am Wind“ Hamburg 2016: Leonce und Lena, Staatstheater Braunschweig
- 10er-Liste Theatertreffen von Nachtkritik 2024: Drache, neues theater Halle[11]